# Nikken
Nikken (日本健康増進研究会, Nihon Kenkō Zōshin Kenkyūkai) är ett företag inom pyramidförsäljning av hälso- och wellnessprodukter inom alternativmedicinområdet.
Företaget grundades 1975 av Isamu Masuda i Fukuoka i Japan. Namnet Nikken är en kombination av två japanska ord: Nihon (Japan) och Kenko (hälsa). Företagets ursprungliga namn är Nihon Kenko Zoushin Kenkyukai.
I april 1989 öppnade företaget i USA, och det globala huvudkontoret förlades till Irvine, Kalifornien.
1994 grundade Nikken “Magnetic Health Science Foundation” i Tokyo, en fond som främjar forskning inom magnetfält och dess koppling till hälsa.
Den europeiska marknaden öppnades 1996 med huvudkontor i Milton Keynes, England. Samma år började försäljning av företagets produkter i Sverige via oberoende återförsäljare. Idag bedrivs verksamhet i 17 länder på den europeiska kontinenten. Det europeiska bolaget har också dotterbolag i Ryssland, Kazakstan, Turkiet och Israel. Globalt är bolaget verksamt i ca 38 länder.
Nikken är privatägt, av styrelseordföranden Tom Watanabe.
Säljmetodiken, pyramidförsäljning är förbjudet i många länder. Företagets påståenden om produkternas effektivitet är mycket ifrågasatta, och har kallats pseudovetenskap då några hälsosamma effekter inte har påvisats i oberoende undersökningar.